# 西洋長體八角魚
西洋長體八角魚，為輻鰭魚綱鮋形目杜父魚亞目八角魚科的其中一種，為溫帶海水魚，分布於西北太平洋日本、千島群島、鄂霍次克海海域，棲息深度40-120公尺，體長可達10公分，棲息在底層水域，生活習性不明。

## 扩展阅读
維基物種上的相關：西洋長體八角魚